# Дейв Маккай
Дейвид Крейг Маккай (на английски: David Craig Mackay) е бивш шотландски футболист и треньор. Роден е на 14 ноември 1934 г. в Единбург. През 1969 г., заедно с Тони Бук, е избран за футболист на годината в Англия.

### Кариера
Започва да играе футбол в любимия отбор от детството си – Хартс. С него печели всички възможни титли от шотландски турнири, а през сезон 1957/1968 е капита на отбора, подобрил британския рекорд за вкарани голове - 132 при допуснати 29. През март 1959 г. преминава в Тотнъм Хотспър за сумата от 32000 паунда. Маккай помага на отбора да спечели шампионската титла, три ФА Къп и КНК, а знаменитият Брайън Клъф през 2003 г. го определя като най-добрият играч в историята на Тотнъм. През 1968 г. е трансфериран в Дарби Каунти, където треньор е Клъф, за 5000 паунда и е с основен принос за спечелването на шампионата на Втора английска дивизия и промоция за Първа. Клъф го преквалифицира от полузащитник в либеро. През 1971 г. отива в Суиндън Таун, където заема поста играещ треньор, но само след една година застава начело на Нотингам Форест, където остава до 1973 г., преди да замени Брайън Клъф в Дарби Каунти след неговата оставка. Уволнен е през ноември 1976 г., като преди това извежда отбора до една шампионска титла, трето и четвърто място. След кратък престой в Уолсол Маккай прекарва девет години в Близкия изток. после се връща в Англия начело на Донкастър Роувърс, а по-късно и на Бирмингам Сити. Бирмингамци изпадат за първи път в историята си в Трета дивизия и задачата му е да върне отбора обратно във Втора. След като не успява да стори това, Маккай подава оставка през 1991 г. и отива на нова далечна авантюра - в египетския Замалек и начело на националния отбор на Катар.
За Шотландия изиграва 22 срещи и вкарва 4 гола.

## Успехи

### Като играч
Хартс
- Шотландска първа дивизия
  - Шампион: 1958
  - Вицешампион: 1954, 1957, 1959
- Купа на Шотландия
  - Носител: 1956
- Купа на лигата
  - Носител: 1955, 1959

 Тотнъм Хотспър
- Първа английска дивизия
  - Шампион: 1961
- ФА Къп
  - Носител: 1961, 1962, 1967
- КНК
  - Носител: 1963

 Дарби Каунти
- Втора английска дивизия
  - Шампион: 1969

### Като треньор
Дарби Каунти
- Първа английска дивизия
  - Шампион: 1975

 Ал-Араби Кувейт
- Кувейтска висша лига
  - Шампион: 1980, 1982, 1983, 1984, 1985, 1988
- Купа на Кувейт
  - Носител: 1981, 1983

 Замалек
- Египетска висша лига
  - Шампион: 1992, 1993